# 地名一文字ナンバー
地名一文字ナンバー（ちめいひともじナンバー）は、日本のナンバープレートにおいて、1987年（昭和62年）までの地名表示の方法に基づき、都道府県名が漢字の頭文字1文字で表示されているナンバープレートの通称である。

## 概要
1987年までに払い出されたナンバープレートについては、基本的には払い出された地名（運輸支局名）が頭文字1文字で表示されていた。ただし同一都府県内に自動車検査登録事務所を新設した場合、その自動車検査登録事務所の地名表示は略さずに表示（和泉事務所を除く）され、同時にその都府県の運輸支局の地名表示も略さない表示に変更された（たとえば長野運輸支局では松本自動車検査登録事務所を新設後、同事務所では「松本」と表示されたナンバープレートが払い出され、同時にこれまで「長」一文字表示であった長野運輸支局のナンバープレートも「長野」と表示されるようになった）。
1988年初頭より表示方法が変更され、全国すべての運輸支局で地名を省略せずに表示するようになったことにより、この地名1文字のナンバープレートは新たに払い出されなくなった。よって現在下記のご当地ナンバーを除く地名1文字のナンバープレートが付けられている車は1987年までに登録された車両である。
なお、2006年以降、新たな地域名表示ナンバープレート（ご当地ナンバー）制度により、「堺」「柏」の地域名表示のナンバープレートが払い出されるようになっているが、これらは地名を略して表示したものではなく、上記とは異なる制度に基づくため、地名一文字ナンバーの範疇には含まれない。

## 一覧
以下の一覧では、正式読み（車検証上の記載）と俗称等、それに対応するフル表示も示す。
凡例
☆：分類番号1桁の旧タイプ（旧1桁）の時代にはなく、分類番号1桁の新タイプ（新1桁）の時代に登場したもの
●：分類番号1桁（新1桁）時代にフル表示化されたもの
▲：分類番号2桁時代の1987年より前に、同一県内への新事務所開設によりフル表示化されたもの
対応するフル表示：そのままフル表示にしたナンバーがない、または軽自動車のみで使用されたもの（例：神（神奈川）、愛（愛知）など）は、変更後のナンバーをカッコ付きで示す。※は軽自動車の黄・黒ナンバーのみで使用されたもの。
| 地名 | 正式読み | 俗称等           | 対応するフル表示      |
| ---- | -------- | ---------------- | --------------------- |
| 札   | サツ     |                  | 札幌                  |
| 函   | ハコ     | カン             | 函館                  |
| 室   | ムロ     |                  | 室蘭                  |
| 帯   | オビ     |                  | 帯広                  |
| 釧   | クシ     | セン・クシロ     | 釧路                  |
| 北   | キタ     |                  | 北見                  |
| 旭   | アサヒ   | キョク           | 旭川                  |
| 宮   | ミヤ     |                  | 宮城                  |
| 岩   | イワ     | ガン             | 岩手                  |
| 青▲  | アオ     |                  | 青森                  |
| 新▲  | ニイ     | シン             | 新潟                  |
| 長●  | ナガ     |                  | 長野                  |
| 秋   | アキ     |                  | 秋田                  |
| 品●  | シナ     |                  | 品川                  |
| 足●  | ア       | アシ・ゲソ       | 足立                  |
| 練●  | ネリ     |                  | 練馬                  |
| 多●  | タ       | タマ             | 多摩                  |
| 神●  | カナ     | シン・ジン・カミ | （横浜・相模）        |
| 千●  | チ       | セン             | 千葉                  |
| 埼▲  | サイ     | サキ             | ※埼玉・（大宮・熊谷） |
| 茨▲  | イバ     | イバラ           | ※茨城・（水戸・土浦） |
| 群   | グン     |                  | 群馬                  |
| 栃   | トチ     |                  | 栃木                  |
| 愛●  | アイ     |                  | （名古屋・三河）      |
| 静●  | シズ     | シズカ           | 静岡                  |
| 岐   | ギ       |                  | 岐阜                  |
| 三   | ミ       | ミエ・サン       | 三重                  |
| 石   | イシ     |                  | 石川                  |
| 富   | ト       | トミ             | 富山                  |
| 大●  | オウ     | ダイ             | 大阪                  |
| 泉☆  | イズミ   | タマネギ         | 和泉                  |
| 京   | キョウ   |                  | 京都                  |
| 兵●  | ヒョウ   |                  | （神戸・姫路）        |
| 滋   | シガ     | シ・ジ・ゲジゲジ | 滋賀                  |
| 奈   | ナ       | チャ             | 奈良                  |
| 和   | ワ       |                  | 和歌山                |
| 広●  | ヒロ     |                  | 広島                  |
| 鳥   | トツ     | トリ             | 鳥取                  |
| 嶋●  | シマ     |                  | 島根                  |
| 岡   | オカ     |                  | 岡山                  |
| 山   | ヤマ     |                  | 山口                  |
| 香   | カ       | カオリ           | 香川                  |
| 徳   | トク     |                  | 徳島                  |
| 高   | コウ     | タカ・コウチ     | 高知                  |
| 福●  | フク     |                  | 福岡                  |
| 佐   | サ       |                  | 佐賀                  |
| 熊   | クマ     |                  | 熊本                  |
| 鹿   | カゴ     | カ・シカ         | 鹿児島                |
| 沖☆  | オキ     |                  | 沖縄                  |

福島・山形・山梨・福井・愛媛・長崎・大分・宮崎の各運輸支局については、地名を頭文字1文字で表示すると他運輸支局の頭文字と重複するため、制度変更前から地名は2文字表記である。これらについては、頭文字が重複するもののうち最も規模の大きなものを1文字に略記し、それ以外の規模の小さなものはそのまま2文字表記としたことによる。また島根運輸支局は管内に自動車検査登録事務所はないが、地名を「島」1文字で表示すると隣の鳥取運輸支局の「鳥」との見分けがつきにくいため、当初は異体字の「嶋」で表示し、のち1963年10月15日に「島根」の2文字表記に切り替えられている。